# Tanto di cappello a Jeeves
Tanto di cappello a Jeeves (Jeeves and the Feudal Spirit) è un romanzo umoristico del 1946 dello scrittore inglese Pelham Grenville Wodehouse.
È il settimo romanzo della serie "Bertie Wooster e Jeeves". Il romanzo è ambientato a Brinkley Court, la grande residenza di campagna della zia Dahlia, la quale intende vendere la proprietà del suo settimanale femminile "Milady's Boudoir". Un ruolo molto importante nel romanzo lo ricoprono Florence Craye e D'Arcy Cheesewright (detto "Stilton"), il cui fidanzamento è iniziato nel romanzo Un mattino di gioia del 1946.

## Storia editoriale
Jeeves and the Feudal Spirit fu pubblicato per la prima volta in volume nel Regno Unito il 15 ottobre 1954 dall'editore Herbert G. Jenkins di Londra; il romanzo fu pubblicato successivamente negli Stati Uniti il 23 febbraio 1955 dall'editore Simon & Schuster col titolo Bertie Wooster Sees It Through e con una lunga dedica a Peter Schwed, direttore editoriale della Simon & Schuster. Nel dicembre 1954, prima dell'edizione statunitense in volume, fu pubblicata a puntate con il titolo Double Jeopardy sulla rivista canadese Star Weekly, con illustrazioni di Alex Redmond. In una lettera del 13 gennaio 1954 al suo amico William "Bill" Townend, Wodehouse scrisse che in origine aveva scritto una short story di 30.000 parole, che fu però rifiutata da varie riviste soprattutto perché nel racconto non era chiaro in che modo Jeeves potesse distinguere le perle vere da quelle coltivate; la lunga spiegazione delle procedure per la formazione delle perle coltivate, lo spinse a trasformare la short story in un romanzo.
Una traduzione in lingua italiana apparve dapprima presso l'editore Federico Elmo, poco tempo dopo la prima edizione britannica; altre traduzioni furono pubblicate alcuni anni dopo: col titolo Jeeves e la cavalleria, dalla casa editrice Mursia e col titolo Tanto di cappello a Jeeves dalla casa editrice Polillo.

## Trama

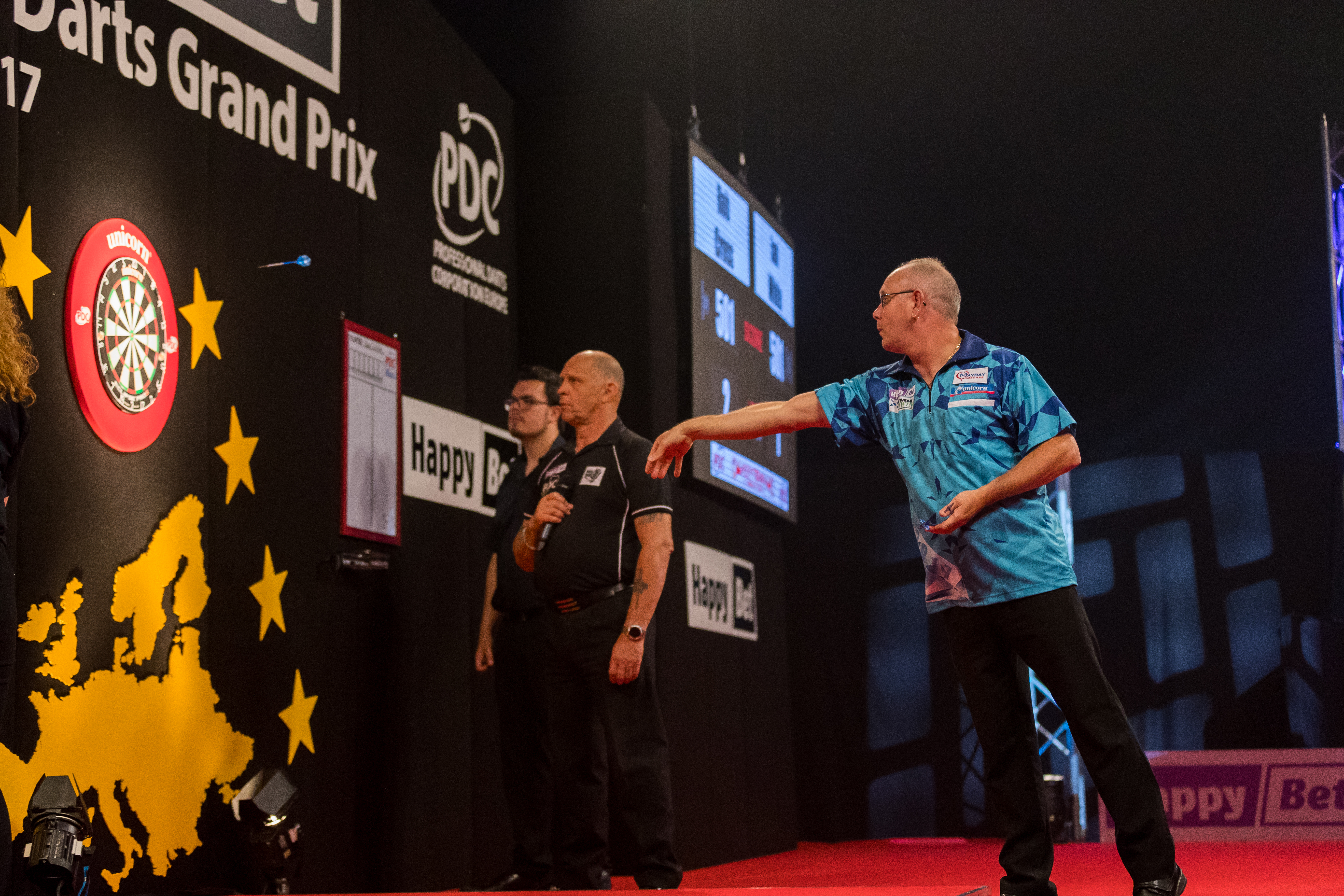
Giocatori a un torneo di freccette

Bertie Wooster si è lasciato crescere i baffi, cosa che il suo valletto Jeeves disapprova. Al Drones Club Bertie è nettamente favorito all'annuale torneo di freccette a cui è collegata una lotteria, e Stilton Cheesewright possiede il biglietto associato alla vincita di Bertie. I baffi di Bertie sono però apprezzati da Florence Craye, ex fidanzata di Bertie, la quale chiede a Stilton, suo attuale fidanzato, di lasciarseli crescere. Stilton rifiuta; è inoltre geloso di Bertie e di Percy Gorringe, un commediografo che cerca finanziamenti per una rappresentazione teatrale tratta dal romanzo Lo spendaccione di Florence.
Delusa dal rifiuto di Stilton, Florence chiede a Bertie di accompagnarla in un night club perché intende raccogliere materiale per il suo prossimo romanzo; Bertie accetta, sperando di poterla convincerla a far pace con Stilton. Quella sera però la polizia fa un controllo nel locale; Florence tenta la fuga, Bertie fa cadere il poliziotto che la insegue, viene fermato e, dopo una notte in carcere, è condannato al pagare una multa di dieci sterline. Florence ha apprezzato il gesto di Bertie, ma si riconcilia con Stilton dopo che costui ha accettato di farsi crescere i baffi.
Bertie viene invitato dalla signora Dahlia Travers ("zia Dahlia") nella residenza di campagna di Brinkley Court. La zia sta cercando di vendere Milady's Boudoir, la rivista femminile che dirige, all'editore Trotter e ha invitato perciò a Brinkley Court l'editore Trotter, la moglie e il figliastro Percy Gorringe. Sono stati invitati a Brinkley Court anche la scrittrice di successo Daphne Dolores Morehead, di cui zia Dahlia vuole pubblicare un romanzo a puntate sulla rivista, e Florence Craye. Nel frattempo Stilton ha scoperto che Florence e Bertie sono andati insieme al night club: annuncia a Florence la rottura del fidanzamento con un telegramma e decide di recarsi anche lui a Brinkley Court con l'intento di malmenare Bertie.

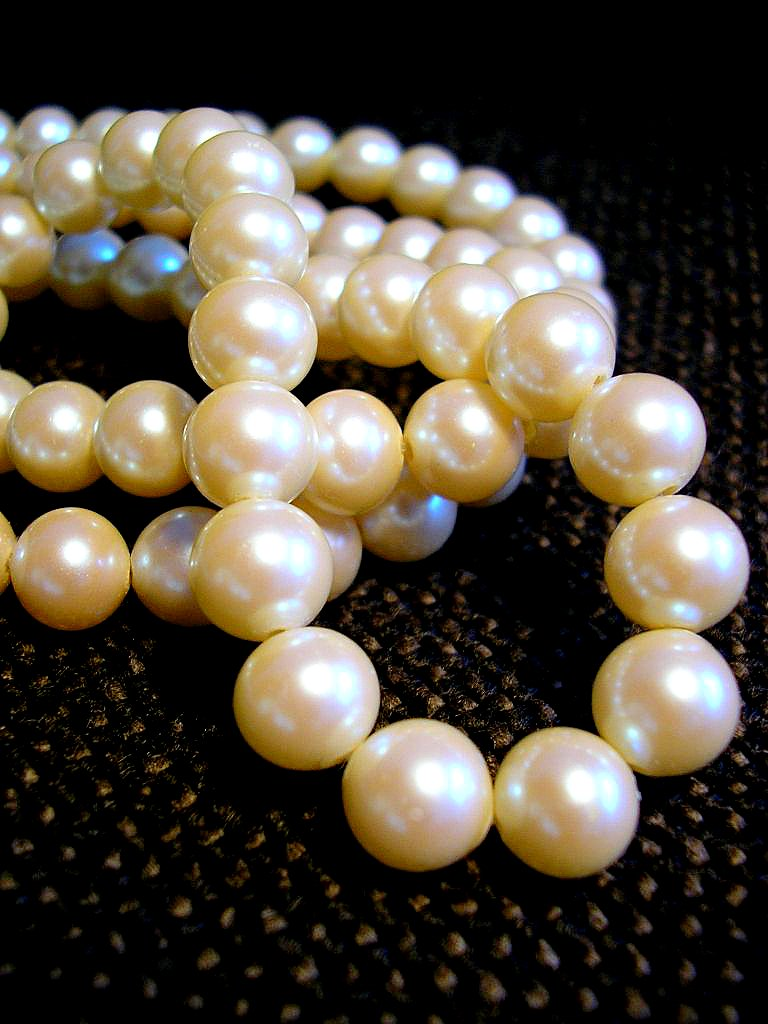
Collana di perle

La zia Dahlia confida a Bertie e a Jeeves che, per pagare il romanzo della Morehead, ha impegnato una preziosa collana di perle regalatale da suo marito Tom e, sempre di nascosto dal marito, l'ha sostituita con una copia di perle coltivate. Zia Dahlia ha appreso però che sta per giungere a Brinkley Court, invitato da suo marito Tom, anche Lord Sidcup (già Roderick Spode), un collezionista di oggetti d'argento ed esperto di gioielli. C'è il fondato timore che Lord Sidcup scopra che la collana è falsa. Si consulta Jeeves, e costui suggerisce che Bertie sottragga la collana finta simulando un furto notturno. Bertie entra in azione, ma per errore, anziché nella stanza in cui è custodita la collana, entra nella stanza da letto di Florence. Nel vederlo, lFlorence, convinta che Bertie sia innamorato di lei, si commuove e gli dice che è pronta a sposarlo. Nel frattempo si presenta da Florence anche Stilton, venuto per restituirle le sue lettere, e trovandovi Bertie diventa aggressivo. Bertie si salva ricordando a Stilton che è possessore del biglietto della lotteria delle freccette del Drones Club: un Bertie inabile potrebbe costare a Stilton cinquantasei sterline e dieci scellini. Più tardi Stilton vende il suo biglietto della lotteria a a Percy Gorringe, poi va alla ricerca di Bertie; ma incontra la bella scrittrice Daphne Dolores Morehead e si innamora di lei, ricambiato, dimenticando Florence e i propositi di vendetta su Bertie.
Bertie, vedendo per caso una collana di perle nella cassaforte aperta dello zio Tom, la prende per consegnarla a zia Dahlia; la zia la identifica però con la collana della signora Trotter. Bertie si precipita quindi a rimettere nella cassaforte questa seconda collana, ma trova la cassaforte chiusa. Consegna quindi la collana a Jeeves perché trovi il modo di rimetterla in cassaforte. A colazione Seppings, il maggiordomo di zia Dahlia, porta su un vassoio la collana di perle rinvenuta nella stanza di Jeeves. Per salvare Jeeves, Bertie si prepara a confessare il furto, ma è preceduto dallo stesso Jeeves il quale afferma di aver trovato la collana per terra, di essersi accorto che le perle erano false e, presumendo che la collana appartenesse a una cameriera, si riprometteva di identificare la proprietaria per restituirgliela. Lord Sidcup, conferma che le perle della collana sono false. Percy Percy Gorringe confessa allora di aver impegnato la preziosa collana di perle di sua madre per finanziare la commedia tratta dal romanzo di Florence, poiché ama Florence. Florence è commossa e, ottenuto la libertà dal suo fidanzato Bertie, si fidanza con Percy.
L'editore Trotter è dispeptico, non ama la cucina di Anatole, e vuole andar via immediatamente da Brinkley Court. I suoi bruciori di stomaco scompaiono improvvisamente dopo aver bevuto uno dei tonici speciali di Jeeves; felice, l'editore perfeziona l'acquisto del Milady's Boudoir. Grato a Jeeves, Bertie lo ricompensa radendosi i baffi.

## Personaggi
Bertie WoosterL'io narrante. È un giovin signore tollerante, membro del Drones Club, ottimo giocatore di freccette, lettore dei gialli di Rex West, consapevole della superiorità intellettuale di Jeeves a cui però intende opporsi, allergico al matrimonio, ma ligio a un codice etico-cavalleresco che gli impedisce di smentire una giovane donna che affermi di essere oggetto del suo amore
JeevesImpassibile e geniale valletto di Bertie Wooster. Come al solito Jeeves è molto colto ed efficiente.
Zia DahliaÈ la zia preferita di Bertie, estroversa e impulsiva, dotata di una voce reboante, abita con la famiglia nella imponente residenza di campagna di "Brinkley Court", dirige la rivista femminile Milady's Boudoir, che intende tuttavia vendere.
Tom TraversMarito di Zia Dahlia, molto ricco, ma economo, collezionista di oggetti antichi.
AnatoleSublime cuoco francese a "Brinkley Court", apprezzato soprattutto da Bertie e dallo zio Tom Travers.
SeppingsMaggiordomo a "Brinkley Court".
Florence CrayeÈ un personaggio ricorrente nelle storie di Bertie e Jeeves. Bellissima, amante della cultura, autrice del romanzo sociale Lo spendaccione, Florence frequenta solo intellettuali impegnati e ambiziosi. Si fidanza numerose volte: in questo romanzo con Stilton Cheesewright, con Bertie Wooster, e con Percy Gorringe.
D'Arcy Cheesewright (detto "Stilton")Ex compagno di università di Bertie, membro del Drones Club, sportivo (ha partecipato a quattro regate per Oxford), muscoloso, fidanzato di Florence, con tendenze alla violenza fisica per gelosia.
Roderick Spode (Lord Sidcup)Aspirante dittatore fascista negli anni trenta, stilista di biancheria femminile, divenuto «settimo conte di Sidcup» in seguito alla morte di un congiunto, collezionista di oggetti preziosi, esperto in gioielli.
Lemuel Gengulphus TrotterEditore, possiede molti giornali a Liverpool, zia Agatha spera di vendergli il Milady's Boudoir, dispeptico, non ama la cucina di Anatole, non desidera essere nominato baronetto.
Mrs. TrotterSeconda moglie dell'editore Trotter, autoritaria come la sua amica Agatha, domina il marito. Ha un figlio (Percy Gorringe) dal primo matrimonio. Ama la cucina di Anatole, desidera che il marito sia nominato baronetto.
Percy GorringeFigliatro dell'editore Trotter, intellettuale impegnato, poeta, drammaturgo, ama Florence, vuol mettere in scena Lo Spendaccione.
Daphne Dolores MoreheadScrittrice di romanzi rosa di successo, collaboratrice del Milady's Boudoir, bellissima bionda, ammiratrice di Stilton.

## Critica
Fin dal suo apparire le recensioni del romanzo, come peraltro quelle di tutti i romanzi di Wodehouse, furono molto positive. Come negli altri romanzi di Wodehouse, il linguaggio è la maggior fonte di ilarità e il segno distintivo dello stile dell'autore. Alcune novità riguardano l'intreccio, con improvvise inversioni di quanto previsto. Per esempio, zia Dahlia vorrebbe ricattare alcuni personaggi utilizzando alcune informazioni ricevute da Jeeves (il maschilista Spode stilista di biancheria femminile, Mr. Trotter ha rinunciato per iscritto al cavalierato contro la volontà della moglie) ma i tentativi vengono frustrati dalla rivelazione che Spode ha abbandonato la sua attività i suoi interessi nel campo della moda, e dall'apprendere dell'inattesa decisione della signora Trotter sulla necessità che suo marito rifiuti il cavalierato.

### Edizioni

#### Originali
- (EN) Jeeves and the Feudal Spirit, 1ª ed., London, Herbert Jenkins, 1954.
- (EN) Bertie Wooster Sees It Through, 1ª ed., New York, Simon & Schuster, Inc., 1955.

#### Traduzioni
- Tanto di cappello a Jeeves [Jeeves and the Feudal Spirit], traduzione di Adriana Motti, Milano, F. Elmo, 1955.
- Tanto di cappello a Jeeves [Jeeves and the Feudal Spirit], traduzione di Adriana Motti, nota introduttiva di Franco Cavallone, Milano, A. Mondadori, 1979.
- Jeeves e la cavalleria [Jeeves and the Feudal Spirit], traduzione di Mary Buckwell Gislon, presentazione di Guglielmo Zucconi, Milano, Mursia, 2003  [1988], ISBN 88-425-2900-1.
- Tanto di cappello a Jeeves [Jeeves and the Feudal Spirit], traduzione di Tracy Lord, Milano, Polillo, 2006, ISBN 88-8154-277-3.

### Fonti critiche
- (EN) Nigel Cawthorne, A Brief Guide to Jeeves and Wooster, London, Constable & Robinson, 2013, ISBN 978-1-78033-824-8.
- (EN) Robert A., Jr. Hall, The Comic Style of P. G. Wodehouse, Hamden, Archon Books, 1974, ISBN 0-208-01409-8.
- (EN) Eileen McIlvaine, Louise S. Sherby e James H. Heineman, P. G. Wodehouse: A Comprehensive Bibliography and Checklist, New York, James H. Heineman Inc., 1990, ISBN 978-0-87008-125-5.
- (EN) Kristin Thompson, Wooster Proposes, Jeeves Disposes or Le Mot Juste, New York, James H. Heineman, Inc., 1992, ISBN 0-87008-139-X.
- (EN) P. G. Wodehouse, P. G. Wodehouse: A Life in Letters, a cura di Sophie Ratcliffe, New York, W. W. Norton & Company, 2013, ISBN 978-0786422883.